# Pompa pożarnicza
Pompa pożarnicza – pompa przeznaczona do tłoczenia wody lub innego środka gaśniczego do przewodów układu gaśniczego lub dostarczania wody do miejsca pożaru; wykorzystywana także np. do wypompowywania wody z zalanych pomieszczeń.

## Podział pomp pożarniczych
Pompy pożarnicze dzielimy ze względu na rodzaj napędu, rodzaj konstrukcji i rodzaj wydajności.
- Podział ze względu na rodzaj napędu:
  - Motopompa:
    - przenośna,
    - przewoźna,
    - stacjonarna

  - Autopompa
- Podział ze względu na rodzaj konstrukcji:
  - Ssąco-tłocząca jednostronnego i dwustronnego działania,
  - Wirowa:
    - strumieniowa,
    - szlamowa,
    - udarowa,
    - wysokiego ciśnienia,
    - skrzydełkowa,
    - głębinowa
- Podział ze względu na wydajność pompy:
  - 8/8
  - 16/8
  - 32/8
  - 48/8